# Elysiacris ensicornis
Elysiacris ensicornis is een rechtvleugelig insect uit de familie Tristiridae. De wetenschappelijke naam van deze soort is voor het eerst geldig gepubliceerd in 1999 door Cigliano.